# Олень японський
{{#ifeq:0|0|{{#if:|{{#if:Cervusnippon|[[]}}|}}}}
О́лень плями́стий, або о́лень япо́нський (Cervus nippon; яп. 日本鹿, ニホンジカ) — вид ссавців роду олень (Cervus) з родини оленеві (Cervidae).

## Поширення
Поширений в Східній Азії. Найбільша природна популяція збереглася в Японії.
Інтродукований у багатьох регіонах землі, у тому числі в багатьох країнах Європи, зокрема й в Україні.

## «Плямисті олені»
Інша назва, під якою цей вид оленя нерідко згадують в описах мисливської фауни України — олень плямистий. Оленем плямистим також називають інший рід родини оленеві — аксис (Axis), якого також нерідко намагаються акліматизувати в різних країнах поза природним ареалом.